# Доберман (фильм)
«Доберман» (фр. Le Dobermann) — криминальная драма с элементами «чёрного юмора», снятая Яном Куненом по сценарию, основанному на серии рассказов Жоэля Уассена. Вышел в прокат во Франции 18 июня 1997 года.

## Сюжет
Париж терроризирует банда под руководством некоего Яна по прозвищу Доберман. Они жестоки и безжалостны. Не менее безжалостна и полиция в лице комиссара-садиста Кристини. Он настолько одержим жаждой поимки Добермана и его банды, что в открытую нарушает закон. Близится схватка двух негодяев и горе тому, кто посмеет встать на пути как у одного, так и у другого.

## В ролях
- Венсан Кассель — Ян «Доберман» Лепентрек
- Чеки Карио — комиссар Кристини
- Марк Дюре[англ.] — инспектор Бомонн
- Моника Беллуччи — Натали
- Антуан Баслер — Жан-Клод «Комар» Аяш
- Доминик Беттенфельд — Эли «Аббат» Фроссард
- Ромен Дюрис — Маню
- Франсуа Леванталь — Лео
- Стефан Метцгер — Оливье Браше (Соня)
- Чик Ортега — Джеки «Питбуль» Сюер
- Ролан Амстюц — Джо

## Реакция
В Белоруссии фильм был включён в список запрещённых к распространению.